# Placentula
Placentula es un género de foraminífero bentónico considerado un sinónimo posterior de Eponides de la Subfamilia Eponidinae, de la Familia Eponididae, de la Superfamilia Discorboidea, del Suborden Rotaliina y del Orden Rotaliida. Su especie-tipo era Placentula pulvinata. Su rango cronoestratigráfico abarcaba el Holoceno.

## Clasificación
Placentula incluía a las siguientes especies:
- Placentula pulvinata
- Placentula berthelinii